# Simone Missick
Simone Missick (nome de nascimento Simone Cook) é uma atriz estadunidense. Ela é conhecida por interpretar Misty Knight na websérie da Marvel e Netflix Luke Cage.

## Carreira
Em 2012, Missick interpretou Elise no filme pra TV A Taste of Romance.
Em 2014, Missick apareceu na série Ray Donovan como Porschla.
Missick Depois estrelou a série Luke Cage como Misty Knight, e irá repetir o papel em The Defenders.

## Vida Pessoal
Missick se formou na Universidade Howard em 2003 e casou com o ator Dorian Missick em fevereiro de 2012.

## Filmografia

### Filme
| Ano  | Título               | Papel             | Notas     |
| ---- | -------------------- | ----------------- | --------- |
| 2003 | The Epicureans       | Jamie             |           |
| 2008 | The Road to Sundance | Reese Knight      |           |
| 2009 | K-Town               | Recém-solteira #1 |           |
| 2009 | Brotherlee           | Tamar             | Curta     |
| 2011 | Look Again           | Anna              | Curta     |
| 2012 | A Taste of Romance   | Elise             | Telefilme |
| 2012 | Voicemail            | Wendy Peters      | Curta     |
| 2013 | Douglass U           | Tasha             |           |
| 2015 | Black Card           | Lona              | Curta     |
| 2018 | Jinn                 | Jade              |           |

### Televisão
| Ano       | Título                             | Papel            | Notas                     |
| --------- | ---------------------------------- | ---------------- | ------------------------- |
| 2011      | Bucket & Skinner's Epic Adventures | Reporter         | 1 episódio                |
| 2014      | Ray Donovan                        | Porschla         | 1 episódio                |
| 2014      | Everything I Did Wrong In My 20s   | Melanie          | 1 episódio                |
| 2015      | Scandal                            | Uniform Cop      | 1 episódio                |
| 2016      | Wayward Pines                      | esposa do CJ     | 2 episódios               |
| 2016–2018 | Luke Cage                          | Misty Knight     | 26 episódios              |
| 2017      | The Defenders                      | Misty Knight     | 5 episódios               |
| 2018      | Iron Fist                          | Misty Knight     | 6 episódios(2ª Temp.)     |
| 2018-2019 | Tell Me a Story                    | Mariana Reynolds | 2 episódios               |
| 2019-2023 | All Rise                           | Lola Carmichael  | Papel principal           |
| 2020      | Altered Carbon                     | Trepp            | Papel principal(2ª temp.) |

## Ligações Externas
- Simone Missick. no IMDb.